# Едуардо Сантамарина
Едуардо Сантамарина (на испански: Eduardo Santamarina) е мексикански актьор.

## Кариера
Едуардо Сантамарина завършва актьорско майсторство в Центъра за артистично образование към Телевиса през 1991 г. През същата година дебютира с теленовелата La pícara soñadora. През 1996 г. получава първата си главна положителна роля в теленовелата Марисол, в която си партнира с Ерика Буенфил, а през 2015 г. - първата главна отрицателна роля в теленовелата По-скоро мъртва, отколкото Личита.

## Личен живот
На 19 септември 1999 г. Сантамарина сключва граждански брак с актрисата Итати Канторал, а на 22 януари 2000 г. се състои църковният им брак. След това им се раждат близнаците Хосе Едуардо и Роберто Мигел. Бракът между Канторал и Сантамарина продължава до 2004 г., когато се развеждат. През 2009 г. Сантамарина се жени за актрисата Майрин Вилянуева.

## Филмография

### Теленовели
- Нишките на миналото (2025)
- Игри на любов и власт (2025) – Енрике Ферер
- Никой като теб (2023) – Раймундо Мадригал Каналес
- Бездушната (2021) – Октавио Тоскано
- La reina del sur 2 (2019) – Мариано Браво
- El secreto de Selena (2018) – Д-р Рикардо Мартинес
- Господарят на небесата (2018) – Балтасар Охеда
- Без твоя поглед (2017-2018) – Дон Луис Алберто Окаранса
- По-скоро мъртва, отколкото Личита (2015-2016) – Аугусто Де Толедо и Мондрагон
- Свободен да те обичам (2013) – Рамон Сотомайор
- Заради нея съм Ева (2012) – Диего Фонтикода
- Нито с теб, нито без теб (2011) – Леонардо Корнехо Фернандес
- Триумф на любовта (2010) – Октавио Итурбиде
- Любов без грим (2007) – Хуан Давид
- La fea más bella (2007) – Хуан Домингес Корал
- Аз обичам неустоимия Хуан (2007-2008) – Хуан Домингес Корал
- Руби (2004) – Алехандро Карденас Руис
- Булчински воал (2003-2004) – Хосе Мануел дел Алмо / Хорхе Роблето
- Приятелки и съпернички (2001) – Хосе Алкантара
- El precio de tu amor (2000-2001) – Антонио Риос
- Прегърни ме много силно (2000-2001) – Едуардо
- Коледна песен (1999-2000) – Анхел
- Серафим (1999) – Мигел Армендарис
- Rencor apasionado (1998) – Маурисио Гаярдо Дел Кампо
- Salud, dinero y amor (1997-1998) – Хорхе Мигел Фонтанот
- Марисол (1996) – Хосе Андрес Гарсес дел Вайе
- Запален факел (1996) – Феликс
- Господарката (1995) – Маурисио Падия
- Полетът на орела (1994-1995) – Д-р Ортега
- Затворничка на любовта (1994) – Д-р Родриго Миранда
- Отвъд моста (1993-1994) – Луис Енрике
- С лице към Слънцето (1992) – Луис Енрике
- El abuelo y yo (1992) – Улисес
- La picara soñadora (1991)

### Сериали
- La Familia P. Luche (2012) – Гост
- Mujeres asesinas (2009) – Маркос Родригес
- El escándalo del mediodía (2004) – Себе си
- Derbez en cuando (1998)
- Mujer, casos de la vida real (1994-2002)

### Кино
- Il commissario Zagaria (2011)
- Mejor es que Gabriela no se muera (2007)
- La sombra del sahuaro (2005) – Сауаро
- Ya no los hacen como antes (2003) – Бруно
- Baño de damas (2003) – Кармело Лопес
- Mamá no te lo pierdas! (2003)

### Театър
- Aventurera (2000-2013)[2]
- Amores Mexicanos (2010)[3]

## Награди и номинации
Награди TVyNovelas
| Година | Категория                           | Теленовела                        | Резултат  |
| ------ | ----------------------------------- | --------------------------------- | --------- |
| 2016   | Най-добър актьор в отрицателна роля | По-скоро мъртва, отколкото Личита | Номиниран |
| 2008   | Най-добър актьор в главна роля      | Аз обичам неустоимия Хуан         | Номиниран |
| 2005   | Най-добър актьор в главна роля      | Руби                              | Печели    |
| 1997   | Най-добър актьор в главна роля      | Марисол                           | Номиниран |
| 1994   | Най-добър млад актьор               | Отвъд моста                       | Номиниран |
| 1993   | Най-добър млад актьор               | С лице към Слънцето               | Печели    |

Galardón a los Grandes 2011
| Категория           | Личност             | Резултат |
| ------------------- | ------------------- | -------- |
| Цялостно творчество | Едуардо Сантамарина | Печели   |

Награди Bravo
| Година | Категория                      | Теленовела            | Резултат |
| ------ | ------------------------------ | --------------------- | -------- |
| 2013   | Най-добър актьор в главна роля | Свободен да те обичам | Печели   |

Нагарди La Maravilla
| Година | Категория               | Теленовела               | Резултат |
| ------ | ----------------------- | ------------------------ | -------- |
| 2012   | Най-добро мъжко участие | Нито с теб, нито без теб | Печели   |